# Koszmosz–909
A Koszmosz–909 (oroszul: Космос–909) szovjet DSZ–P1–M típusú célműhold.

## Küldetés
Kijelölt pályán mozogva imitálta egy ballisztikus rakéta támadását, ezzel segítve a rádiólokátoros felderítést. Biztosította a légvédelem szerves egységeinek (irányítás, riasztás, imitált elfogás, gyakorló megsemmisítés) összehangolt működését.

## Jellemzői
Az ISZ típusú elfogó vadászműholdak teszteléséhez a dnyipropetrovszki OKB–586 (Juzsnoje) tervezőirodában kifejlesztett űregység. Üzemeltetője a moszkvai Honvédelmi Minisztérium (oroszul: Министерство обороны – MO).
Megnevezései: COSPAR: 1977-036A; SATCAT kódja: 10010.
1977. május 19-én a Pleszeck űrrepülőtérről, az LC–132/2 indítóállásából egy Koszmosz–3M (11K65M 53791-156) típusú hordozórakétával juttatták (LEO = Low-Earth Orbit) alacsony Föld körüli pályára. Az orbitális egység pályája 117,07 perces, 65,87 fokos hajlásszögű, elliptikus pálya perigeuma 990 kilométer, apogeuma 2019 kilométer volt.
A második generációs ASAT űregységek tesztműholdja. Teljes vizsgálati tesztsorozat végrehajtása az 1978-as ABM szerződés aláírásáig. Könnyű célobjektum, kisebb hordozórakéta, gazdaságosabb üzemeltetés, manőverező képesség. Formája hengeres, hasznos tömege 650 kilogramm.
1977. május 23-án indított Koszmosz–910-es védővadász műholdnak kellett volna megsemmisítenie (önmegsemmisítés), de navigációs motorhiba miatt nem sikerült.